# برانكو لازاريفيتش
برانكو لازاريفيتش (بالصربية: Бранко Лазаревић)‏ هو لاعب كرة قدم صربي في مركز الدفاع، ولد في 14 مايو 1984 في غراتسانيتسا في البوسنة والهرسك. شارك مع منتخب صربيا تحت 21 سنة لكرة القدم ومنتخب صربيا والجبل الأسود لكرة القدم. أما مع النوادي، فقد لعب مع نادي أو إف كيه بيوغراد ونادي فويفودينا ونادي كاين.

## وصلات خارجية
- برانكو لازاريفيتش على موقع الاتحاد الدولي (مؤرشف)  (الإنجليزية)
- برانكو لازاريفيتش على موقع قاعدة بيانات كرة القدم.إي يو (الإنجليزية)
- برانكو لازاريفيتش على موقع Soccerway.com (الإنجليزية)
- برانكو لازاريفيتش على موقع عالم كرة القدم.نت (الإنجليزية)
- برانكو لازاريفيتش على موقع أوليمبيديا (الإنجليزية)